# Lohhof (Moosbach)
Lohhof ist ein Gemeindeteil des
Marktes Moosbach im Oberpfälzer Landkreis Neustadt an der Waldnaab, Bayern.

## Geographische Lage
Die Einöde Lohhof liegt zwei Kilometer östlich der Staatsstraße 2160 auf einer freien Fläche an den westlichen Hängen des 687 m hohen Bromberges und des 750 m hohen Stangenberges zwischen Tröbes und Oberlangau.

## Geschichte
Zum Stichtag 23. März 1913 (Osterfest) wurde Lohhof als Teil der Pfarrei Moosbach mit einem Haus und sechs Einwohnern aufgeführt. Am 31. Dezember 1990 hatte Lohhof 6 Einwohner und gehörte zur Pfarrei Moosbach.

## Kultur und Sehenswürdigkeiten
Über die Lohhof führen der Glasschleifererweg und der Märchenwanderweg. Vom in nordöstlicher Richtung 6,5 km entfernten Eslarn kommt der Fränkische Jakobsweg, der mit einer weißen Muschel auf hellblauem Grund markiert ist. Nächste Ortschaft am Fränkischen Jakobsweg ist das 1 km westlich von Lohhof liegende Gaisheim.